# Botrány (film, 2019)
A Botrány (eredeti cím: Bombshell) 2019-ben bemutatott amerikai életrajzi filmdráma, melyet Jay Roach rendezett és Charles Randolph írt. A főszereplők Charlize Theron, Nicole Kidman és Margot Robbie. További szereplők John Lithgow, Kate McKinnon, Connie Britton, Malcolm McDowell és Allison Janney.
A projektet először 2017 májusában jelentették be Ailes halála után, a következő évben pedig Roach lett a rendező. A stáb nagy része azon a nyáron csatlakozott, és a forgatás 2018 októberében kezdődött Los Angelesben.
Az Amerikai Egyesült Államokban 2019. december 13-án mutatták be, Magyarországon 2020. január 9-én a Freeman Film forgalmazásában.
A film általánosságban pozitív értékeléseket kapott a kritikusoktól, dicsérték a szereplők (különösen Theron és Robbie) teljesítményét, valamint a sminket és frizurát, viszont néhányan kritizálták a forgatókönyvet és a pontatlanságokat. Bevételi szempontból is sikeresen teljesített, ugyanis a 32 milliós költségvetésével szemben több, mint 61 millió dolláros bevételt tudott gyűjteni.

## Szereplők
| Szerep           | Színész              | Magyar hang        |
| ---------------- | -------------------- | ------------------ |
| Megyn Kelly      | Charlize Theron      | Létay Dóra         |
| Kayla Pospisil   | Margot Robbie        | Peller Mariann     |
| Gretchen Carlson | Nicole Kidman        | Pápai Erika        |
| Roger Ailes      | John Lithgow         | Konrád Antal       |
| Jess Carr        | Kate McKinnon        | F. Nagy Erika      |
| Beth Ailes       | Connie Britton       | Spilák Klára       |
| Rupert Murdoch   | Malcolm McDowell     | Beregi Péter       |
| Susan Estrich    | Allison Janney       | Zsolnai Júlia      |
| Gil Norman       | Rob Delaney          | Pál Tamás          |
| Lily Balin       | Liv Hewson           | Czető Zsanett      |
| Julia Clarke     | Brigette Lundy-Paine | Csuha Borbála      |
| Ainsley Earhardt | Alice Eve            | ?                  |
| Abby Huntsman    | Ashley Greene        | ?                  |
| Neil Cavuto      | P. J. Byrne          | Kis Horváth Zoltán |
| Rudi Bakhtiar    | Nazanin Boniadi      | ?                  |
| Alisyn Camerota  | Tricia Helfer        | ?                  |
| Juliet Huddy     | Jennifer Morrison    | ?                  |
| Douglas Brunt    | Mark Duplass         | Kárpáti Levente    |
| Gerson Zweifac   | Andy Buckley         | Forgács Gábor      |